# Sink or Swim
Sink or Swim è l'album d'esordio della band punk revival statunitense The Gaslight Anthem, pubblicato nel maggio del 2007. L'album ha uno stile più grezzo e punk rock dei suoi successori, con richiami al sound di band quali Social Distortion, The Clash, The Cure e del loro concittadino Bruce Springsteen. Netta è anche l'influenza folk/folk punk e la presenza appunto di due pezzi (The Navesink Banks e Red at Night) interamente acustici. Il singolo I'da Called You Woody, Joe è un tributo a Joe Strummer, storico leader dei The Clash.

## Tracce
1. Boomboxes and Dictionaries – 3:11
2. I Coul'da Been a Contender – 3:22
3. Wooderson – 2:11
4. We Came to Dance – 3:34
5. 1930 – 3:48
6. The Navesink Banks – 2:48
7. Red in the Morning – 2:51
8. I'da Called You Woody, Joe – 3:21
9. Angry Johnny and the Radio – 3:00
10. Drive – 2:55
11. We're Getting a Divorce, You Keep the Diner – 3:11
12. Red at Night – 3:07

## Formazione
- Brian Fallon - voce, chitarra
- Alex Rosamilia - chitarra
- Alex Levine - basso elettrico, voce
- Benny Horowitz - batteria